# Butterfly Ball
The Butterfly Ball and the Grasshopper's Feast ist ein Konzeptalbum, basierend auf dem Kinderbuch gleichen Titels.
Es war ursprünglich vorgesehen als Soloprojekt für Jon Lord, produziert von Roger Glover, aber Lord war zu sehr mit Deep Purple beschäftigt. Deswegen produzierte Glover The Butterfly Ball 1974/75 als eignes Projekt. Er nutzte die Kontakte, die er im Rockbusiness hatte, und rekrutierte viele bekannte Künstler. Jedes Lied wurde von jemand anderem gesungen. Die Singleauskopplung Love is All, gesungen von Ronnie James Dio, wurde Nummer eins in den Niederlanden. Das Plattencover gestaltete der Grafikdesigner Alan Aldridge, der zuvor auch das Kinderbuch illustriert hatte.

## Trackliste
- 1 Dawn (Glover) 1:21
- 2 Get Ready (Glover) 2:06
- 3 Saffron Dormouse And Lizzy Bee (Glover) 1:25
- 4 Harlequin Hare (Glover/Dio/Soule) 1:26
- 5 Old Blind Mole (Glover) 1:11
- 6 Magician Moth (Glover) 1:33
- 7 No Solution (Glover) 3:28
- 8 Behind The Smile (Glover) 1:46
- 9 Fly Away (Glover) 2:22
- 10 Aranea (Glover) 1:37
- 11 Sitting In A Dream (Glover) 3:40
- 12 Waiting (Glover) 3:11
- 13 Sir Maximus Mouse (Glover) 2:35
- 14 Dreams Of Sir Bedievere (Glover) 4:09
- 15 Together Again (Glover/Dio/Soule) 2:05
- 16 Watch Out For The Bat (Glover) 1:41
- 17 Little Chalk Blue (Glover/Hardin) 3:44
- 18 The Feast (Glover) 1:48
- 19 Love Is All (Glover/Hardin) 3:14
- 20 Homeward (Glover/Hardin) 4:12

## Künstler
- Tony Ashton (vcl);
- Les Binks (drm);
- Helen Chappelle (vcl);
- David Coverdale (vcl);
- Ronnie James Dio (vcl);
- Jack Emblow (acc);
- Ray Fenwick (gtr);
- Mo Foster (bss);
- Kay Garner (bvc);
- Michael Giles (drm);
- Roger Glover (msc);
- John Goodison (vcl);
- John Gustafson (vcl);
- Eddie Hardin (kbr/bvc);
- Jimmy Helms (vcl);
- Glenn Hughes (vcl);
- Eddie Jobson (vln);
- Chris Karan (tbl);
- Judi Kuhl (vcl);
- Neil Lancaster (vcl);
- John Lawton (vcl);
- Mike Moran (pno);
- Ann Odell (pno);
- Mickey Lee Soule (vcl);
- Barry St. John (vcl);
- Liza Strike (vcl);
- Robin Thompson (bsn);
- Nigel Watson (saw);
- Joanne Williams (bvc);
- the Mountain Fjord Orchestra

## Bücher
- Alan Aldridge: Der Butterfly Ball und das Grashüpferfest, Insel Verlag, ISBN 978-3-458-05749-9